# Doué-en-Anjou
Doué-en-Anjou é uma comuna francesa na região administrativa da Pays de la Loire, no departamento de Maine-et-Loire. Estende-se por uma área de 148,55 km². Em 2010 a comuna tinha 11 356 habitantes (densidade: 76,4 hab./km²).
Foi estabelecida em 30 de dezembro de 2016 e consiste das antigas comunas de Brigné, Concourson-sur-Layon, Doué-la-Fontaine, Forges, Meigné, Montfort, Saint-Georges-sur-Layon e Les Verchers-sur-Layon.